# 8083 Mayeda
8083 Mayeda (1988 VB) là một tiểu hành tinh vành đai chính được phát hiện ngày 1 tháng 11 năm 1988 bởi T. Seki ở Geisei.